# Álvaro de Figueroa
Álvaro de Figueroa y Alonso-Martínez (født 24. december 1893 i Madrid, død 11. oktober 1950 smst) var en spansk politiker og polospiller, som deltog i to olympiske lege i 1920'erne.
Han deltog sammen med sin bror, José de Figueroa, Leopoldo Saínz de la Maza samt brødrene Hernando og Jacobo Fitz-James for Spanien i polo ved OL 1920 i Antwerpen. Kun fire nationer deltog, så første kamp var samtidig semifinale. Her vandt spanierne 13-3 over USA (her spillede Álvaro de Figueroa ikke), mens finalen stod mod Storbritannien, der vandt en tæt kamp 13-11 (her sad José de Figueroa over).
Figueroa deltog også i OL 1924 i Paris, hvor fem hold deltog. Turneringen blev afgjort i en alle-mod-alle konkurrence, hvor spanierne i øvrigt stillede op med hans anden bror, Luis de Figueroa, Saínz de la Maza, Hernando Fitz-James, Justo San Miguel og Rafael Fernández. Spanierne tabte klart mod både USA, Argentina og Storbritannien, men vandt selv klart over Frankrig, hvorved de blev nummer fire.
Álvaro de Figueroa var søn af Álvaro de Figueroa, greve af Romanones, der flere gange i 1910'erne var premierminister i Spanien og nevø til Gonzalo, markis af Villamejor, der ligeledes var politiker samt medlem af en internationale olympiske komité 1902-1921 og præsident for den spanske olympiske komité fra 1909. Álvaro de Figueroa var også selv politiker. Han sad i Cortes Generales (det spanske parlament) 1916-1923 og var en kort periode borgmester i Madrid.